# Comté de Rabun
Pour l’article homonyme, voir Rabun.
Le comté de Rabun est un comté de Géorgie, aux États-Unis.

## Démographie
| 1820 | 1830  | 1840  | 1850  | 1860  | 1870  |
| ---- | ----- | ----- | ----- | ----- | ----- |
| 524  | 2 176 | 1 912 | 2 448 | 3 271 | 3 256 |

| 1880  | 1890  | 1900  | 1910  | 1920  | 1930  |
| ----- | ----- | ----- | ----- | ----- | ----- |
| 4 634 | 5 606 | 6 285 | 5 562 | 5 746 | 6 331 |

| 1940  | 1950  | 1960  | 1970  | 1980   | 1990   |
| ----- | ----- | ----- | ----- | ------ | ------ |
| 7 821 | 7 424 | 7 456 | 8 327 | 10 466 | 11 648 |

| 2000   | 2010   | - | - | - | - |
| ------ | ------ | - | - | - | - |
| 15 050 | 16 276 | - | - | - | - |

## Images

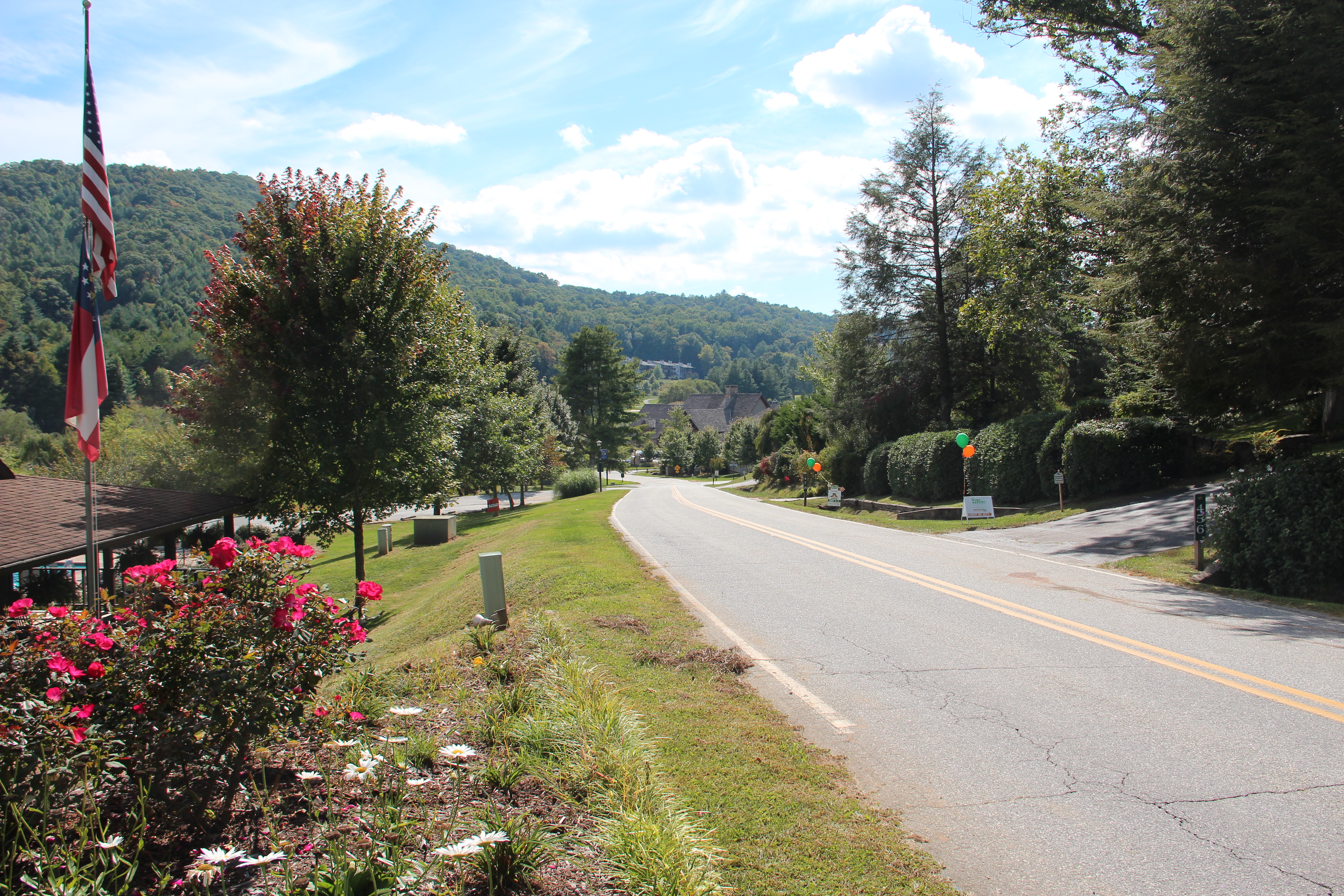
Rue de Sky Valley.
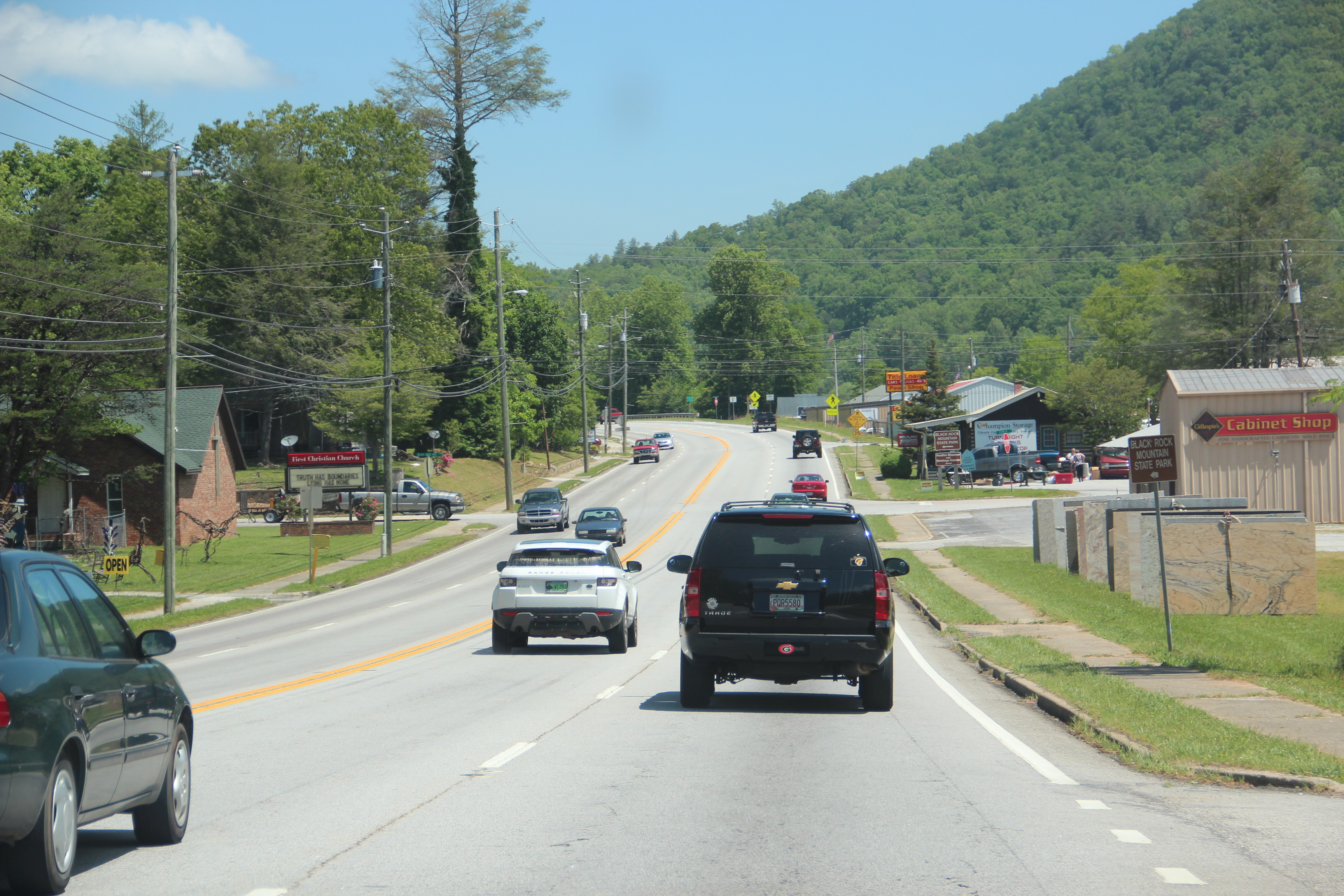
L'autoroute US 23 à Mountain City.
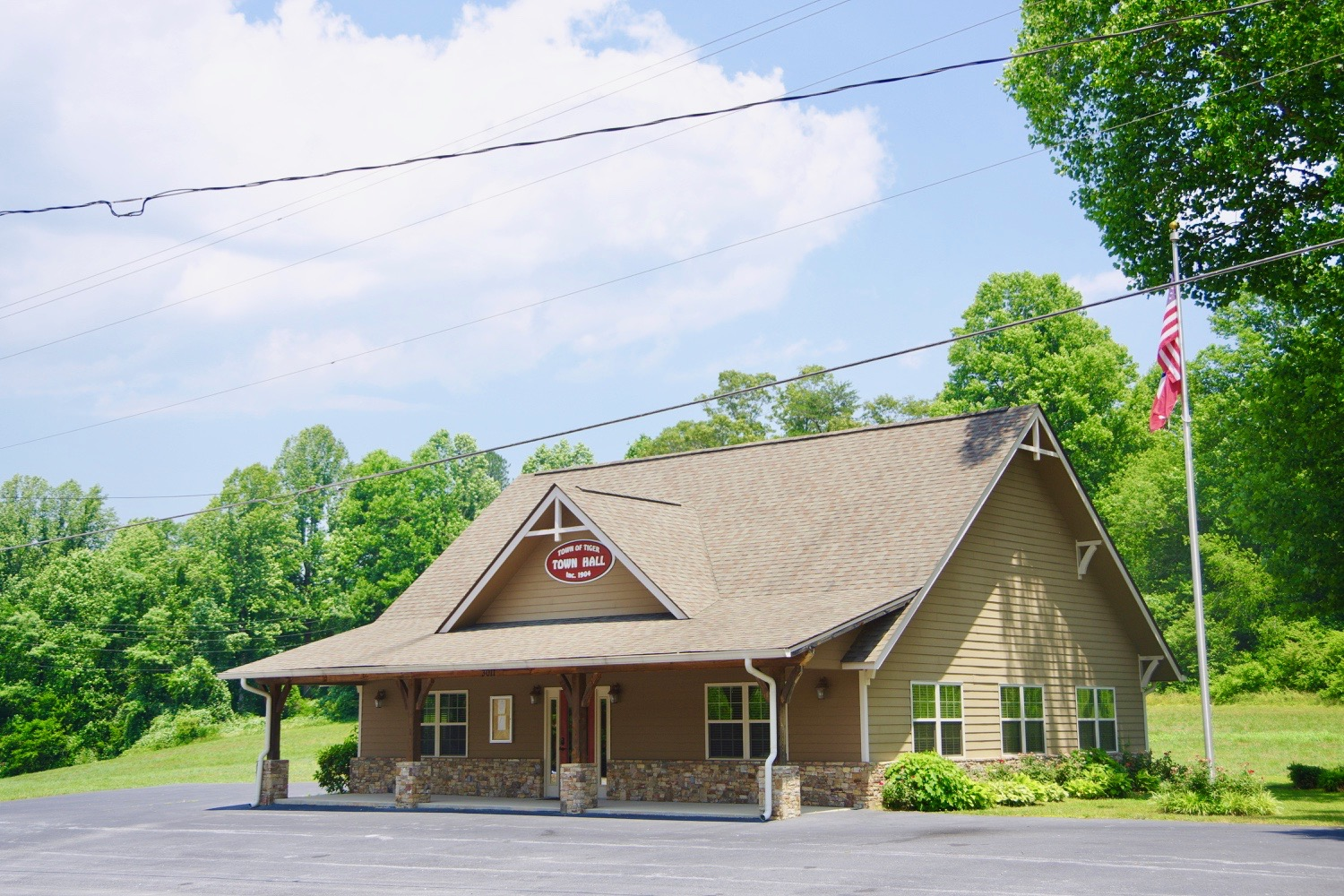
Mairie de Tiger.